# 佐賀女子短期大学
佐賀女子短期大学（さがじょしたんきだいがく、英語: Saga Women's Junior College）は、佐賀県佐賀市本庄町本庄1313に本部を置く私立短期大学。1897年創立、1965年大学設置。短大の略称は佐賀女子短、佐女、女短。

## 概観

### 大学全体
- 佐賀県佐賀市に所在する日本の私立短期大学で、設置主体は学校法人旭学園[1]。
- 1897年に中島ヤスが創設したの家塾を源流に佐賀県内で3番目の短期大学として1966年に開学。当初は家政科のみの単科短大だったが、順次学科が増設され最大で3学科7専攻とかなりの規模を誇っていた。その後は学科の再編もあって今日では2学科に規模縮小されている。キャンパスはJR佐賀駅の南側にあり、近隣には佐賀大学がある。
- 2022年4月より、任期満了を迎える現学長の田口香津子に代わり、新学長に学校法人立命館の元事務職員で立命館アジア太平洋大学（APU、大分県別府市）の開学や運営に尽力した今村正治を起用することを決めた。事務職員出身で現場のトップの学長になるのは極めて異例である[2]。
- 2025年4月より「こども未来学科」が男女共学となり、これにより全学科にて男女共学となった。

### 建学の精神（校訓・理念・学是）
- 佐賀女子短期大学の経営母体となっている学園訓は「順和」・「礼譲」・「敬愛」・「奉仕」となっている。さらに、学園訓に基づいて真の女性としての天分を養い女性にふさわしい其々の個性・能力に応じた教育によって資格・技芸を身につけ、将来の社会生活・家庭生活の発展向上に尽くす人材の育成を行なうことが当短大の「建学の精神」とされている[3]。

### 教育および研究
- 佐賀女子短期大学健康福祉学科食物栄養専攻におけるカリキュラムに「有機農業実習」が取り入れられていたが、これは食育を学ぶ一環として行なわれていた。

## 沿革
- 1897年
  - 中島ヤスによる家塾創設にはじまる。
- 1904年
  - 移転し、裁縫教授所を開設。
- 1923年
  - 知事認可による佐賀裁縫女学校となる。
- 1929年
  - 文部大臣認可による佐賀高等裁縫女学校となる。
- 1943年
  - 佐賀高等実業女学校となる
- 1946年
  - 財団法人立の旭高等女学校となる
- 1948年
  - 佐賀旭高等学校に名称変更
- 1951年
  - 3月10日 学校法人佐賀旭学園の設置が認められる[4]。
- 1966年
  - 3月18日 左記を以て文部省[注 3]より短期大学の設置が認可される。[5]
  - 4月1日 佐賀女子短期大学が以下の学科体制にて開学[6]。
    - 家政科 入学定員80名[7]
- 1967年
  - 4月1日 以下の学科を増設する[注 4]。
    - 児童教育科 入学定員100名[注釈 1]
- 1968年
  - 4月1日 家政科の入学定員を100[注釈 1]→150[12]に増員し、かつ以下の課程に分離する[13]。
    - 家政専攻 入学定員50名
    - 食物栄養専攻 入学定員100名
- 1970年
  - 4月1日 家政科が以下の体制に整備される[14]。
    - 家政科
      - 第一部
        - 家政専攻 入学定員50名で据え置き
        - 食物栄養専攻 入学定員 100→50に減員[15]

      - 第二部  入学定員50名[注 5]
- 1972年
  - 4月1日 児童教育科を以下の通り専攻分離する[注 6]
    - 初等教育専攻 入学定員50名[注釈 2]
    - 幼児教育専攻 入学定員50名[注釈 2]
- 1975年
  - 4月1日 以下、入学定員の増員あり[注 7]。
    - 家政学科第一部家政専攻 50→100
    - 児童教育学科
      - 初等教育専攻 50→75
      - 幼児教育専攻 50→75
- 1978年
  - 4月1日 以下の学科を増設する[23]。
    -       - 国文専攻 入学定員50名[注釈 3]
      - 英文専攻 入学定員50名[注釈 3]
- 1982年
  - 4月1日 以下については、この年度で学生募集を最終とする[注 8]。
    - 家政学科第二部
- 1985年
  - 4月1日 児童教育学科幼児教育専攻の入学定員を75→100[注 9]。
- 1986年
  - 3月18日 以下については、左記をもって正式に廃止とする[33]。
    - 家政学科第二部

  - 4月1日 児童教育学科初等教育専攻の入学定員を75→100に増員[注 10]
  - 同 文学科の各専攻名称を以下の通り変更する[33]。
    - 国文専攻→国語国文専攻
    - 英文専攻→英語英文専攻
- 1987年
  - 4月1日 家政学科の各専攻課程について、以下の通り入学定員を変更する[注 11]
    - 家政専攻 100→75
    - 食物栄養専攻 50→75
- 1989年
  - 4月1日 以下、変更点あり[38]。昨年度の資料[39]及び本年度のそれ[40]も其々参照のこと。。
    - 家政学科→生活学科
      - 家政専攻 入学定員75名→生活専攻 入学定員70名
      - 生活福祉専攻[注 12] 入学定員40名

    - 児童教育学科
      - 初等教育専攻 入学定員100名→80名
      - 幼児教育専攻 入学定員100名→85名
- 1992年
  - 4月1日 文学科英語英文専攻の入学定員を50→100に増員[注 13]。
  - 法人事務所を移転。
- 1993年
  - 4月1日 専攻科の設置が認められ、以下の課程を置く[44]。
    - 幼児教育専攻 入学定員10名
- 1995年
  - 4月1日 以下、学科及び専攻の入学定員に変更あり[45]。
    - 生活学科生活福祉専攻 40[注釈 4]→50
    - 児童教育学科
      - 初等教育専攻 80[注釈 4]→75
      - 幼児教育専攻 85[注釈 4]→80
- 1997年
  - 4月1日 専攻科に以下の課程を増設する[47]。
    - 福祉専攻 入学定員30名
- 1998年
  - 4月1日 以下、学科及び専攻の入学定員に変更あり[48]。
    - 生活学科
      - 生活福祉専攻 50→80
      - 生活専攻 70→60

    - 児童教育学科初等教育専攻 75→65
    - 文学科国語国文専攻 50→40
- 2000年
  - 4月1日 以下の学科・専攻についてはこの年度で学生募集を最終とする[注 14]
    - 文学科
      - 国語国文専攻
      - 英語英文専攻
- 2001年
  - 4月1日 この年度の入学生より、旧来の文学科を以下の学科に改組を始める[注 15]。
    - 文化コミュニケーション学科 入学定員90名
- 2002年
  - 4月1日 学科及び専攻の名称変更あり[51]。
    - 生活学科→人間生活学科
      - 生活福祉専攻→介護福祉専攻

  - 同 別科の設置が認められ、以下の課程を置く[52]。
    - 日本語別科 入学定員20名
- 2003年
  - 4月1日 入学定員の変更あり[53]。
    - 文化コミュニケーション学科 90→50
    - 児童教育学科
      - 初等教育専攻 65→45
      - 幼児教育専攻 80→100

  - 同 人間生活学科生活専攻にトータルメイクコースを新設。
- 2004年
  - 1月 平成16年度大学入試センター試験参加短期大学の1校となる[注 16]。
  - 4月1日 学科及び専攻の名称が以下の通り変更される[56]。
    - 児童教育学科→こども学科
      - 初等教育専攻→こども学専攻
      - 幼児教育専攻→乳幼児保育専攻

  - 同 人間生活学科介護福祉専攻の入学定員を80→40に減員[56]。
- 2007年
  - 4月1日 以下の学科についてはこの年度で学生募集を最終とする[注 17]。
    - 文化コミュニケーション学科
    - 人間生活学科生活専攻
    - こども学科[注 18]
      - 初等教育専攻→こども学専攻
      - 幼児教育専攻→乳幼児保育専攻
- 2008年
  - 4月1日 学科の改組を以下の通り開始する[57]。
    - 人間生活学科→健康福祉学科
    - 文化コミュニケーション学科→キャリアデザイン学科

  - 同 入学定員減を以下の通り行う[57]。
    - 健康福祉学科食物栄養専攻 75→60
- 2009年
  - 3月31日 以下の学科・専攻については左記をもって正式に廃止とする[58]。
    - 文化コミュニケーション学科
    - 人間生活学科生活専攻[注 19]
    - こども学科
      - こども学専攻
      - 乳幼児保育専攻
- 2010年
  - 3月31日 以下については左記をもって正式に廃止とする[59]。
    - 専攻科福祉専攻

  - 4月1日 健康福祉学科食物栄養専攻の入学定員を60→40に減員[60]。
- 2011年
  - 4月1日 こども学科の入学定員を145→120に減員[61]。
  - 同 専攻科幼児教育専攻をこども学専攻に改称[62]。
- 2014年
  - 1月 平成26年度大学入試センター試験参加短期大学の1校となる[63]。
- 2015年
  - 1月 平成27年度大学入試センター試験参加短期大学の1校となる[64]。
  - 4月1日 以下の学科。専攻の入学定員減を行う[65]。
    - 健康福祉学科
      - 食物栄養専攻 40→30
      - 介護福祉専攻 40→30

    - こども学科 120→100
    - キャリアデザイン学科 100→70

  - 付属ひしのみこども園開園。付属ひしのみ幼稚園、付属ひしのみ保育園を廃止。
  - 付属ふたばこども園開園。付属ふたば幼稚園、付属ふたば保育園を廃止
- 2016年
  - 1月 平成28年度大学入試センター試験参加短期大学の1校となる[66]。　
  - 4月1日 以下の学科についてはこの年度で学生募集を最終とする[注 20]。
    - 健康福祉学科
      - 食物栄養専攻
      - 介護福祉専攻

    - キャリアデザイン学科

  - 佐賀女子短期大学創立50周年
- 2017年
  - 4月1日 健康福祉学科を以下の学科に改組を開始[67]。
    - 地域みらい学科

  - 同 こども学科をこども未来学科に名称変更する[67]。
- 2018年
  - 3月31日 以下の学科については、左記をもって正式に廃止とする[68]。
    - 健康福祉学科
      - 食物栄養専攻
      - 介護福祉専攻

    - キャリアデザイン学科
- 2019年
  - 4月1日 こども未来学科の入学定員を100→80に減員[69]。
- 2020年
  - 4月1日 地域みらい学科に以下のコースを置く[70]。
    - 韓国語コース 入学定員30名
- 2022年
  - 4月1日 地域みらい学科の入学定員を130→110に減員[71]。
- 2023年
  - 3月31日 以下については左記をもって正式に廃止とする[1]。
    - 専攻科こども学専攻
- 2024年
  - 4月1日 地域みらい学科を男女共学とし、初の男子学生を受け入れる[72]
- 2025年
  - 4月1日こども未来学科も男女共学とし、全学科男女共学となる[73]

## 基礎データ

### 所在地
- 佐賀県佐賀市本庄町本庄1313

### 象徴
- カレッジマークは右記資料を参照のこと[注 21]。

### 年度別学生数
| -        | 家政科 | 家政科   | 児童教育科 | 文学科 | 出典      |
| -------- | ------ | -------- | ---------- | ------ | --------- |
| 課程     | 一部   | 二部     | 一部       | 一部   | -         |
| 入学定員 | **     | **       | **         | **     | -         |
| 総定員   | **     | **       | **         | **     | -         |
| 1966年   | 女63   | -        | -          | -      | [ 76 ]    |
| 1967年   | 女108  | -        | 女108      | -      | [ 77 ]    |
| 1968年   | 女137  | -        | 女185      | -      | [ 78 ]    |
| 1970年   | 女219  | 記載なし | 女138      | -      | [ 79 ]    |
| 1971年   | 女206  | 記載なし | 女183      | -      | [ 80 ]    |
| 1972年   | 女225  | 記載なし | 女257      | -      | >         |
| 1973年   | 女267  | 女105    | 女308      | -      | [ 82 ]    |
| 1975年   | 女343  | 女97     | 女498      | -      | [ 83 ]    |
| 1976年   | 女410  | 女108    | 女576      | -      | [ 84 ]    |
| 1977年   | 女451  | 女123    | 女559      | -      | [ 85 ]    |
| 1978年   | 女421  | 女135    | 女522      | 女68   | [ 86 ]    |
| 1979年   | 女382  | 女111    | 女487      | 女132  | [ 87 ]    |
| 1980年   | 女366  | 女119    | 女560      | 女119  | [ 88 ]    |
| 1981年   | 女362  | 女122    | 女609      | 女177  | [ 89 ]    |
| 1982年   | 女390  | 女129    | 女557      | 女177  | [ 90 ]    |
| 1983年   | 女371  | 女67     | 女537      | 女170  | [ 91 ]    |
| 1984年   | 女347  | 女33     | 女549      | 女144  | [ 92 ]    |
| 1985年   | 女317  | 記載なし | 女497      | 女159  | [ 93 ]    |
| 1986年   | 女310  | -        | 女517      | 女204  | [ 94 ]    |
| 1987年   | 女357  | -        | 女499      | 女214  | [ 95 ]    |
| 1988年   | 女377  | -        | 女392      | 女243  | [ 96 ]    |
| 1989年   | 女435  | -        | 女347      | 女317  | [ 97 ]    |
| 1990年   | 女1    | -        | 女349      | 女363  | [ 98 ]    |
| 1991年   | 女421  | -        | 女373      | 女295  | [ 99 ]    |
| 1992年   | 女414  | -        | 女358      | 女278  | [ 注 25 ] |
| 1993年   | 女434  | -        | 女351      | 女330  | [ 102 ]   |
| 1994年   | 女447  | -        | 女363      | 女340  | [ 103 ]   |
| 1995年   | 女442  | -        | 女383      | 女286  | [ 104 ]   |
| 1996年   | 女433  | -        | 女393      | 女203  | [ 105 ]   |
| 1997年   | 女420  | -        | 女389      | 女183  | [ 106 ]   |
| 1998年   | 女399  | -        | 女385      | 女170  | [ 107 ]   |
| 1999年   | 女361  | -        | 女342      | 女134  | [ 108 ]   |

## 教育および研究

### 組織

#### 学科
- こども未来学科 入学定員80名[1]
  - こども養護コース
  - こども教育コース
  - こども保育コース
- 地域みらい学科 入学定員110名[1]
  - グローバル共生ITコース
  - 司書アーカイブズコース
  - 韓国語文化コース
  - 福祉とソーシャルケアコース
  - 食とヘルスマネジメントコース

### 学科の変遷
- 家政学科→生活学科→人間生活学科→健康福祉学科
  - 第一部
    - 家政専攻→生活専攻 入学定員60名[注釈 5]
    - 食物栄養専攻 入学定員30名[注釈 6]
    - 生活福祉専攻→介護福祉専攻 入学定員30名[注釈 6]

  - 第二部 入学定員50名[注 26]。
- 児童教育学科→こども学科
  - 初等教育専攻→こども学専攻 入学定員45名[注釈 5]
  - 幼児教育専攻→乳幼児保育専攻 入学定員100名[注釈 5]
- 文学科
  - 国語国文学専攻 入学定員40名[注釈 7]
  - 英語英文学専攻 入学100名[注釈 7]

#### 専攻科
- こども学専攻 入学定員10名[71]
- 福祉専攻 入学定員30名[注 27]

### 別科
- 日本語別科 入学定員20名[1]

#### 取得資格について
資格
- 司書：キャリアデザイン学科にて取得できるようになっている。司書・総合教養系の科目を選択する必要がある。
- 司書教諭：キャリアデザイン学科にて取得できるようになっていた。司書・国語教諭系の科目を選択する必要があった。
- 栄養士：健康福祉学科食物栄養専攻にて取得できるようになっている。
- 介護福祉士：健康福祉学科介護福祉専攻にて取得できるようになっている。
- 保育士：こども学科にて取得できる。ただし、乳幼児保育コースに所属する必要がある。

教職課程
- 幼稚園教諭二種免許状：こども学科にて取得できるようになっている[注 28]
- 小学校教諭二種免許状：こども学科こども学コースにて取得できるようになっている。[注 29]。
- 中学校教諭二種免許状
  - 国語：旧来の文学科国語国文専攻[117]より現在のキャリアデザイン学科において設置されていた。司書・国語教諭系の科目を選択する必要があった。
  - 英語：旧来の文学科英語英文専攻にて取得できるようになっていた[117]。
  - 家庭：旧来の生活学科生活専攻にて取得できるようになっていた[117]。
- 養護教諭二種免許状：かつては、人間生活学科養護心理コース（旧来の生活学科生活専攻養護コース[117]）で取得することになっていたが、2008年度よりキャリアデザイン学科の養護教諭・医療事務系科目を履修することになっている[118]。
- 栄養教諭二種免許状：健康福祉学科食物栄養専攻[119]。ただし、栄養教育コースに所属する必要がある。

#### 附属機関
- 図書館が学内にある。所蔵図書はおよそ100,000冊となっている。
- 2007年 付属ひしのみ保育園開園。
- 2009年 付属ふたば保育園開園。

### 教育
- 現代的教育ニーズ取組支援プログラム[注 30]
  - 「食育教育」：栽培から調理までの体験
  - ほか、佐賀県内3短大と連携したプログラムとして「こどもの自然・こどもと環境」がある。

### 研究
- 『佐賀女子短期大学研究紀要』[120]
- 古賀　秀男/著『山本常朝の和歌について』[121]

## 学生生活

### 部活動・クラブ活動・サークル活動
- 文化系・体育系を含めておよそ20のクラブ活動がある。詳細は、ホームページを参照にされたい。

### 学園祭
- 佐賀女子短期大学の学園祭は「かささぎ祭」と呼ばれ毎年、概ね12月に行なわれている。ファッションショーやミュージカルが名物となっている。

### スポーツ
- バレーボール部が、「九州大学リーグI部」に所属しており、2006年には「九州国体」に出場している。
- バドミントン部が、「九州学生リーグI部」に所属しており、2006年には「九州国体」に出場している。また、「全日本インカレ」出場の実績もある。
- バスケットボール部が「九州学生リーグIII部」に所属している。

## 大学関係者と組織

### 大学関係者組織
- 佐賀女子短期大学の同窓会は「若楠会」となっている。

### 大学関係者一覧

#### 教職員
- 高島忠平 - 元学長。考古学者。吉野ヶ里遺跡保存に尽力。

#### 出身者
- 島田智哉子 - 元参議院議員
- 江口美智子 - ローカルタレント
- 小林優香 - 女子競輪選手
- 木村亜沙美 - 女子バレーボール選手

## 施設

### キャンパス
- 交通アクセス：JR長崎本線佐賀駅下車。同駅より佐賀市営バスで3・佐賀女子短大線もしくは63・佐賀大学・女子短大線に乗車し、「佐賀女子短大前」で下車。

### 学生食堂
- 学内にある。

### 寮
- キャンパスに隣接された場所にある。
- 1973年 みずほ寮が落成。
- 1984年 さわらび寮が落成。

## 対外関係

### 他大学との協定
- 放送大学[122]
- 西九州大学短期大学部
- 九州龍谷短期大学
- ウィスコンシン州立大学
- 慶州大学校

## 社会との関わり
- 保育者養成校の社会資源を地域に還元することをねらいに、「子育てコミュニティカレッジ」を開設している。

## 卒業後の進路について

### 編入学・進学実績
- 生活学科
  - 生活専攻:志學館大学・九州産業大学ほか
  - 食物栄養専攻:徳島文理大学ほか
  - 生活福祉専攻:東海大学ほか
- 児童教育学科
  - 初等教育専攻&こども学専攻:佐賀大学・福岡教育大学ほか
  - 幼児教育専攻&乳幼児保育専攻:大阪教育大学・聖徳大学・神戸親和女子大学・四国学院大学・九州女子大学ほか
- 文学科
  - 国語国文専攻:聖徳大学・安田女子大学・梅光学院大学・徳島文理大学・活水女子大学ほか
  - 英語英文専攻:聖徳大学・聖トマス大学・京都精華大学・安田女子大学・梅光学院大学・徳島文理大学ほか

## 附属学校
- 佐賀女子短期大学付属佐賀女子高等学校

## その他
- 旭学園第１体育館入口に東京オリンピックの金メダリストの功績を称えるゴールドポスト[123]（第47号）が設置されている。